# Limogeage
Un limogeage est le fait, pour un officier général ou par extension pour une personne occupant un poste élevé, d'être privé brutalement par sa hiérarchie de ses responsabilités et de son poste, parfois en étant nommé à un poste d'égale valeur mais purement symbolique afin de le neutraliser.
L'origine de la notion remonte à la Première Guerre mondiale, notamment à l'été 1914, après les premiers revers militaires de la France, Joseph Joffre estime que de nombreux officiers généraux (près de 40 %) font preuve d'incompétence ou d'apathie. Ainsi, il prévoit dans le télégramme du 15 août 1914 la mise à la retraite sur simple rapport motivé, sans évoquer de localité particulière.
Il décide d'abord de les écarter du front puis les assigne à résidence à l'arrière, dans la 12e région militaire, dont la capitale est Limoges. De cet épisode est né le terme « limogeage ». Cependant, dans les faits, les officiers « limogés » ont été répartis un peu partout en France (cf. la liste) : paradoxalement, le Limousin ne fut pas particulièrement représenté dans les limogeages (autour d'une vingtaine dans la région dont une dizaine à Limoges sur 162). L'expression s'étant surtout imposée, après coup, à partir de 1916 du fait de l'euphonie.

## Généraux relevés de leurs fonctions en 1914
Les premiers limogeages font partie des conséquences des toutes premières défaites françaises en Haute-Alsace les 10 et 11 août 1914 (bataille de Mulhouse), en Lorraine (combat de Lagarde), le général Joffre désignant ses subordonnés comme responsables de l'échec : sont relevés de leur commandement et « mis à la disposition du ministre » les généraux Curé(14e DI, remplacé par Villaret dès le 12 août), Lescot (commandant la 2e DC, remplacé par Varin le 13), Bonneau (7e corps, par Vautier le 14) et Aubier (8e DC, remplacé par Mazel le 16).
À la suite des défaites françaises lors de la bataille des Frontières (bataille de Sarrebourg, de Morhange, des Ardennes et de Charleroi) du 21 au 23 août 1914, Messimy, ministre de la Guerre, ordonne le 24 août à Joffre de relever de leur commandement les généraux défaillants et de les renvoyer à l'arrière, mais sans indiquer de lieu. Dès le lendemain, Joffre répercute l'ordre à ses commandants d'armée, mais toujours sans indication de lieu d'assignation. C'est seulement le 27 qu'il choisit la 12e région militaire, dont le siège est à Limoges ; le 26, il envisageait encore la 8e région, celle de Bourges. Les généraux devaient être assignés à résidence par mesure disciplinaire dans la 12e région ; certains avaient même l'obligation de se considérer aux arrêts de rigueur.
Moins d'une dizaine d'officiers furent envoyés à Limoges, quelques autres résidant dans d'autres villes de la région militaire (Bergerac, Brive, etc.). Et de nombreux officiers furent en fait « limogés » dans d'autres régions ou villes (Clermont-Ferrand, Nantes, Boulogne-sur-Mer, Bordeaux, Rennes, Amiens, Lyon, Arcachon, Villeurbanne, etc.). Parmi les limogés célèbres, on compte deux généraux commandants d'armée, Ruffey et Lanrezac. Le premier résida à Dijon et le second ne vint jamais à Limoges. De même, à titre d'exemple, les généraux Poline (relevé de son commandement le 21 août 1914, donc avant les ordres de Messimy et Joffre), Régnault (relevé le 6 septembre) ou Legrand-Girarde (relevé le 13 septembre), ne furent envoyés ni à Limoges ni même dans une localité dépendant de la 12e région.
Certains limogeages frappèrent des généraux qui estimèrent n'avoir nullement démérité : par exemple, ce fut le cas de Lanrezac (qui fut limogé non pas pour incompétence mais pour avoir contrarié Joffre en ordonnant (en présence de Joffre à son QG) une brillante manœuvre qui n'était pas en conformité avec les ordres reçus, lesquels, la situation ayant changé, n'étaient plus adaptés) ou de Trentinian, qui exprimèrent leur point de vue dans leurs mémoires. Plusieurs officiers furent « affectés au cadre de réserve » (c'est-à-dire mis à la retraite), d'autres reçurent une affectation dans un service ou commandement à l'arrière (général Legrand-Girarde, par exemple, nommé commandant de la région militaire de Bordeaux), d'autres enfin retrouvèrent un commandement au front (général Régnault, par exemple, nommé en 1915 à la tête de la 122e DI).
Tous les généraux relevés de leur commandement en 1914 ne sont pas forcément des « limogés ». Le général Virvaire a été victime d'une attaque d'hémiplégie, et le général Hollender a été blessé au combat.

## Témoignages sur l'origine du terme
Joffre évoque dans ses mémoires la décision qu'il a prise de destituer les commandants reconnus inaptes, mais ne parle pas de leur envoi à Limoges ou dans d'autres lieux.
Messimy, ministre de la Guerre jusqu'au 26 août 1914, s'attribue, dans ses mémoires, l'invention de la chose et du mot : « Guillaumat, d'après mes ordres, leur enjoignit de quitter Paris et de se rendre à… Limoges. Pourquoi Limoges, m'a-t-on souvent demandé ? Je voulais que ces généraux, déclarés inutilisables au front, fussent éloignés de Paris, où ils n'auraient fait que clabauder. Où les envoyer ? Lyon, Marseille, Bordeaux étaient de trop grandes villes pour ne pas devenir très vite des foyers d'intrigues politico-militaires. J'hésitai un instant entre Nantes, Rennes et Limoges. Il me fallait opter : Limoges fut choisi ». Et, toujours dans ses Mémoires : « Le mot n'existait pas encore, puisque c'est moi qui en ai enrichi la langue française ». En fait, lorsque, le 27 août, le choix est fait, Messimy n'est plus ministre de la Guerre.
Le général Guillaumat écrivait, le 19 juillet 1915 : « L'expression « aller à Limoges » est devenue classique pour les généraux mis au rancart. Messimy les mettait aux arrêts, son successeur les internait, notamment, à Limoges où il n'y en eut jamais plus d'une dizaine sur l'ensemble. ». Aujourd'hui, on les laisse aller où ils veulent, mais l'expression est restée.
Si le général de Trentinian écrivait en 1927 : « Il y eut exactement 30 limogés avant la Marne », dans Le Figaro du 23 mai 1951, le général Gamelin donne une autre version de l'origine du fait et du mot : le choix aurait été envisagé entre Limoges et Toulouse, et l'auteur fait dire au général Buat, chef de cabinet du ministre de la Guerre Millerand : « on pourra dire limoger, et toulouser sonnerait mal ». Ce témoignage de Gamelin doit être rejeté, car il date l'incident qu'il relate du 6 septembre 1914, début de la bataille de la Marne, alors que le choix de la 12e région militaire est du 27 août 1914. Mais cette phrase souligne à juste titre l'euphonie du mot limoger, qui fit son succès.

## Liste de généraux limogés en 1914
Selon l'ouvrage de Pierre Rocolle, 162 généraux (ou colonels faisant fonction de généraux de brigade) sont relevés de leur commandement entre la mobilisation du 2 août et le 31 décembre 1914.
- Albert d'Amade, le 17 septembre (envoyé à Marmande en Lot-et-Garonne) ;
- Louis Archinard, le 25 août (à Paris) ;
- Louis Aubier, commandant la 8e division de cavalerie, le 16 août (à Paris, puis à Villeurbanne) ;
- Léon Bajolle, commandant la 15e division d'infanterie, le 14 octobre (à Paris) ;
- Louis Baquet, le 8 octobre (à Amiens) ;
- César Marie Frédéric Besset, le 29 août ;
- Bizot, le 16 septembre, (à Limoges) ;
- Louis Bonneau, commandant le 7e corps d'armée, le 12 août ;
- Frédéric Bourderiat, commandant la 13e division d'infanterie, le 27 août ;
- Charles Brochin, le 23 août ;
- Eugène Calvel, le 27 août (à Bayonne) ;
- Louis de Castelli, commandant le 8e corps d'armée, le 12 octobre ;
- François Colle, le 31 octobre (à la Garde-Freinet, dans le Var) ;
- Hyacinthe Coquet, le 2 septembre nommé adjoint à Orléans ;
- Gilbert Étienne Defforges (ou Desforges), commandant du 10e corps d'armée, le 10 novembre ;
- Louis Espinasse, commandant le 15e corps d'armée, le 31 août 1914 ;
- Henri de Ferron, le 4 octobre (à Rennes) ;
- Gustave Fraisse, le 2 septembre (à Brive-la-Gaillarde) ;
- François Ganeval, avant le 25 septembre ;
- Edmond Gillain, le 23 août (dans le département de Seine-et-Oise) ;
- Charles Lanrezac, le 5 septembre (à Bordeaux) ;
- Émile Edmond Legrand-Girarde, le 12 septembre (à Chalons-sur-Marne puis à Bordeaux) ;
- Antide Léon Lescot, le 13 août ;
- Edouard Levillain, le 1er septembre (à Lyon, puis à Neuilly-sur-Seine) ;
- Jacques de Mas-Latrie, commandant le 18e corps d'armée, le 4 septembre (à Arcachon, puis à Limoges) ;
- Victor Michel, le 26 août (à Paris) ;
- Fernand du Moriez, le 9 septembre (à Montpellier) ;
- Henri Néraud, le 6 novembre (à Chaumont) ;
- Alexandre Percin, le 24 août (à Besançon) ;
- Arthur Poline, commandant le 17e corps d'armée, le 21 août (à Toulouse) ;
- Paul Pouradier-Duteil, commandant le 14e corps d'armée, le 24 août (à Lyon) ;
- Charles Régnault, le 2 septembre (à Bordeaux) ;
- Pierre Xavier Emmanuel Ruffey, le 30 août (à Dijon) ;
- Henry Sauret, commandant le 3e corps d'armée, le 25 août (à Limoges) ;
- André Sordet, commandant le corps de cavalerie, le 8 septembre, inspecteur des dépôts de cavalerie ;
- Paul Superbie, commandant la 41e division d'infanterie, le 3 septembre ;
- Louis Taverna, commandant le 16e corps d'armée, le 7 novembre (à Boulogne) ;
- Edgard de Trentinian, le 25 septembre ;
- Mardochée Valabrègue, le 29 août, inspecteur des dépôts d'infanterie ;
- François de Villeméjane, le 31 août (à Montauban) ;
- de Woirhaye, le 27 août (il écrit au ministre qu'il se rendra « dans la région de Lyon ou dans celle de Montpellier »[12]) ;